# カルチェラタンの雪
カルチェラタンの雪（-ゆき）は、1979年12月21日発売の布施明の曲である。

## タイアップ
- リッカーミシンCM曲

## 収録曲
- カルチェラタンの雪（作詞：門谷憲二 作曲：岡本一生 編曲：戸塚修）
- (You Are A Crybabys) LANA（作詞：布施明 作曲：浜田金吾 編曲：戸塚修）

## カバー
- 日高晤郎がアルバム『泣きたい時に』でカバー。